# Urbise
Urbise est une commune française située dans le département de la Loire, en région Auvergne-Rhône-Alpes.

## Géographie
Urbise est la commune la plus au nord du département de la Loire.
Hydrographie

### Hydrographie
La commune est traversée par la rivière du même nom (l'Urbise), qui coule ensuite en Saône-et-Loire.

### Climat
Pour des articles plus généraux, voir Climat d'Auvergne-Rhône-Alpes et Climat de la Loire.
En 2010, le climat de la commune est de type climat océanique dégradé des plaines du Centre et du Nord, selon une étude du Centre national de la recherche scientifique s'appuyant sur une série de données couvrant la période 1971-2000. En 2020, Météo-France publie une typologie des climats de la France métropolitaine dans laquelle la commune est dans une zone de transition entre le climat océanique altéré et le climat de montagne ou de marges de montagne et est dans la région climatique  Centre et contreforts nord du Massif Central, caractérisée par un air sec en été et un bon ensoleillement. 
Pour la période 1971-2000, la température annuelle moyenne est de 10,9 °C, avec une amplitude thermique annuelle de 16,7 °C. Le cumul annuel moyen de précipitations est de 817 mm, avec 10,7 jours de précipitations en janvier et 7,6 jours en juillet. Pour la période 1991-2020, la température moyenne annuelle observée sur la station météorologique de Météo-France la plus proche, « Saint-Didier_sapc », sur la commune de Saint-Didier-en-Donjon à 15 km à vol d'oiseau, est de 11,5 °C et le cumul annuel moyen de précipitations est de 762,6 mm,. Pour l'avenir, les paramètres climatiques de la commune estimés pour 2050 selon différents scénarios d'émission de gaz à effet de serre sont consultables sur un site dédié publié par Météo-France en novembre 2022.

## Urbanisme

### Typologie
Au 1er janvier 2024, Urbise est catégorisée commune rurale à habitat très dispersé, selon la nouvelle grille communale de densité à sept niveaux définie par l'Insee en 2022.
Elle est située hors unité urbaine. Par ailleurs la commune fait partie de l'aire d'attraction de Roanne, dont elle est une commune de la couronne,. Cette aire, qui regroupe 88 communes, est catégorisée dans les aires de 50 000 à moins de 200 000 habitants,.

### Voies de communication et transports

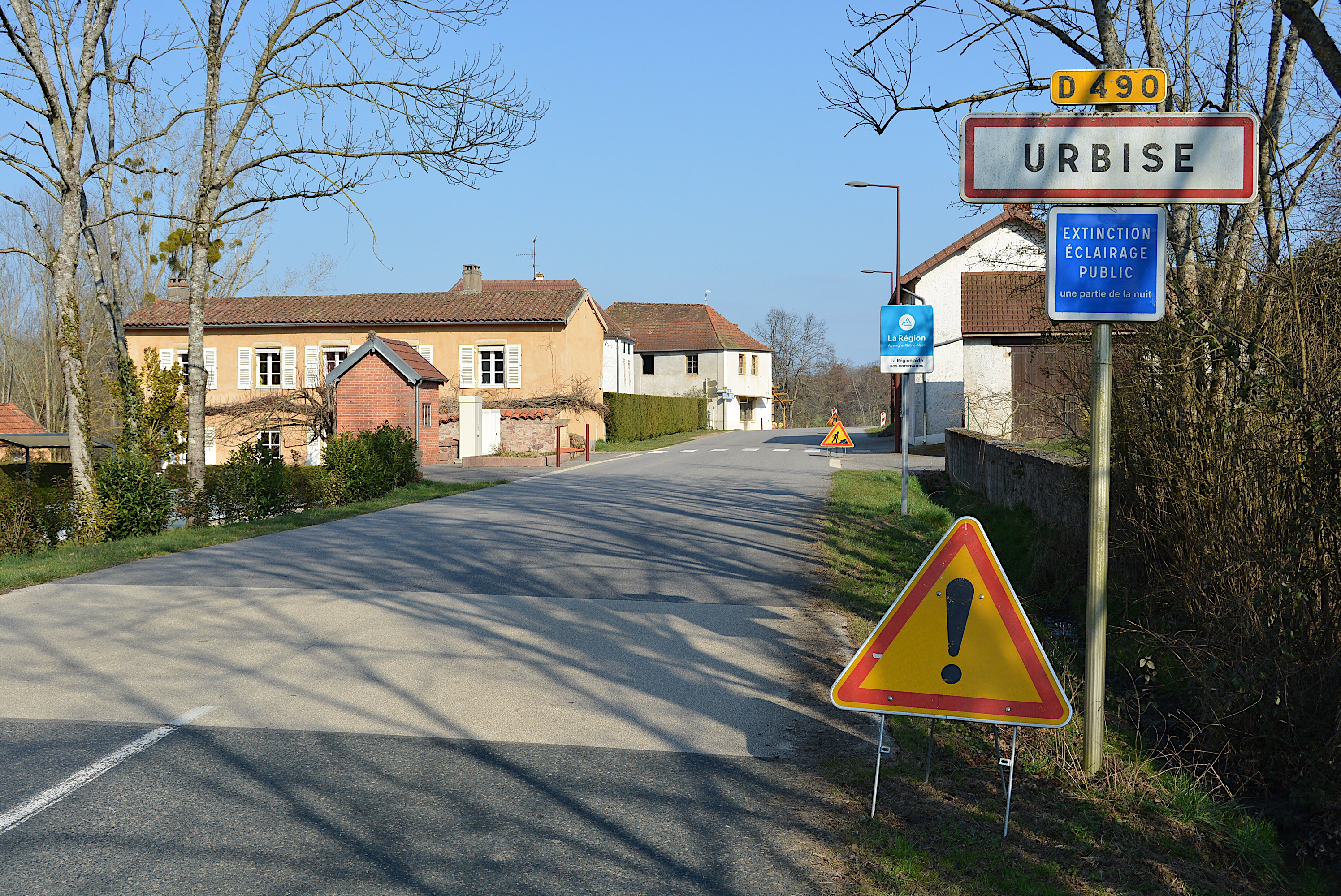
Entrée d'Urbise par la route départementale 490.

La commune d'Urbise est traversée par la route départementale 490 reliant Lapalisse et Montaiguët-en-Forez (dans l'Allier), à l'ouest, à Marcigny (en Saône-et-Loire) à l'est.
Le territoire communal est également traversé par les routes départementales 8 (en direction de La Pacaudière, au sud), et 52 (en direction de Céron, au nord-est, et de Sail-les-Bains, au sud-ouest).

## Toponymie
Autrefois nommée : « Durbia » (1164) - « Durbisie » (1233) puis : « Durbasi » en 1260, « Durbise » en 1273, « Durbyse » en 1291, « Durbisia » en 1312 et 1408, « Durbissia » en 1334, « Durbyze » en 1506 et 1789, « Urbize », sur la carte de Cassini elle devient en 1926 « Urbise ».

## Histoire
En avril 1164, le pape Alexandre III, exilé en France, délivre une bulle à l'Abbaye Saint-Martin d'Autun, confirmant son patronage de la cure de l'église d'Urbise.
En 1260, Renaud de Couzan, rend hommage au comte du Forez, pour sa seigneurie d'Urbise.
En 1312, la paroisse dépend toujours du diocèse d'Autun et de l'archiprêtré de Pierrefitte. Le prieur d'Anzy-le-Duc, qui appartient à Saint-Martin d'Autun, était collateur de la cure d'Urbise, sous le vocable de la Sainte-Vierge, et nommait à la cure. Cette seigneurie, qui était aussi une paroisse et village du Forez, dépendait de l'élection de Roanne, et de la sénéchaussée de Lyon.
La seigneurie d'Urbise appartenait à la maison de Chaugy. Elle passa dans la maison des Chauvigny de Blot au XVIe siècle, par le mariage Gilbert de Chauvigny de Blot fils d'Antoine et de Françoise du Gué de Persenat et de Suzanne de Chaugy, le 21 août 1554.
La seigneurie d'Urbise appartenait encore à Blain de Chauvigny de Blot en 1630.
Depuis le 1er janvier 2013, la communauté de communes du Pays de la Pacaudière dont faisait partie la commune s'est intégrée à la communauté d'agglomération Roannais Agglomération.

## Politique et administration
| Période                                  | Période  | Identité      | Étiquette | Qualité |
| ---------------------------------------- | -------- | ------------- | --------- | ------- |
| Les données manquantes sont à compléter. |          |               |           |         |
| avant 1981                               | ?        | Raymond Rabot | DVG       |         |
| mars 2001                                | En cours | Aimé Combaret |           |         |

## Population et société

### Démographie
L'évolution du nombre d'habitants est connue à travers les recensements de la population effectués dans la commune depuis 1793. Pour les communes de moins de 10 000 habitants, une enquête de recensement portant sur toute la population est réalisée tous les cinq ans, les populations de référence des années intermédiaires étant quant à elles estimées par interpolation ou extrapolation. Pour la commune, le premier recensement exhaustif entrant dans le cadre du nouveau dispositif a été réalisé en 2004.

En 2022, la commune comptait 116 habitants, en évolution de −12,78 % par rapport à 2016 (Loire : +1,32 %, France hors Mayotte : +2,11 %).
| 1793 | 1800 | 1806 | 1821 | 1831 | 1836 | 1841 | 1846 | 1851 |
| ---- | ---- | ---- | ---- | ---- | ---- | ---- | ---- | ---- |
| 490  | 513  | 458  | 495  | 457  | 436  | 399  | 405  | 418  |

| 1856 | 1861 | 1866 | 1872 | 1876 | 1881 | 1886 | 1891 | 1896 |
| ---- | ---- | ---- | ---- | ---- | ---- | ---- | ---- | ---- |
| 454  | 500  | 528  | 500  | 510  | 520  | 494  | 496  | 474  |

| 1901 | 1906 | 1911 | 1921 | 1926 | 1931 | 1936 | 1946 | 1954 |
| ---- | ---- | ---- | ---- | ---- | ---- | ---- | ---- | ---- |
| 438  | 433  | 398  | 330  | 288  | 281  | 289  | 255  | 252  |

| 1962 | 1968 | 1975 | 1982 | 1990 | 1999 | 2004 | 2006 | 2009 |
| ---- | ---- | ---- | ---- | ---- | ---- | ---- | ---- | ---- |
| 247  | 247  | 191  | 171  | 152  | 140  | 130  | 126  | 136  |

| 2014 | 2019 | 2022 | - | - | - | - | - | - |
| ---- | ---- | ---- | - | - | - | - | - | - |
| 133  | 124  | 116  | - | - | - | - | - | - |

## Culture locale et patrimoine

### Lieux et monuments

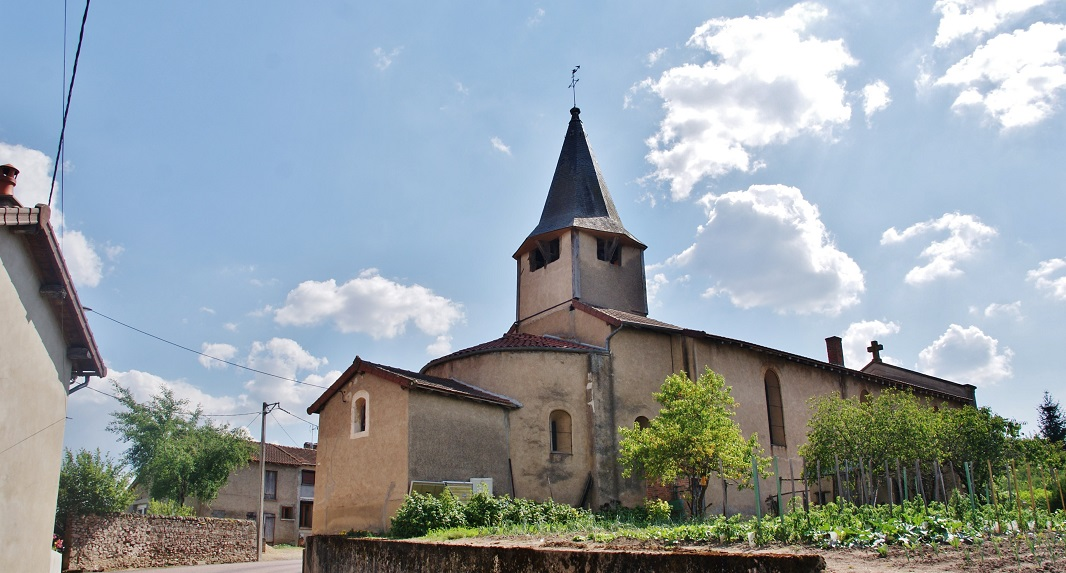
L'église Notre-Dame d'Urbise.

- Église : sous le vocable de l'Assomption , cette petite église est de style roman.
- Château : existant en 1334, le château fort a disparu sans laisser de trace.